# Принц Александр (пинк)
«Принц Александр» — парусный пинк Балтийского флота Российской империи, участник Северной войны.

## Описание корабля
Парусный трёхмачтовый пинк с деревянным корпусом. Длина корабля по сведениям из различных источников составляла 25,14—25,2 метра, ширина — 6,78—6,8 метра, а глубина интрюма — 6,78—6,8 метра. Вооружение судна составляли от 18 до 24 орудий, а экипаж мог достигать 182 человек.
Пинк был назван в честь сподвижника Петра I князя А. Д. Меншикова.

## История службы
Пинк «Принц Александр» был заложен на верфях Санкт-Петербургского адмиралтейства 29 июня (10 июля) 1715 года и после спуска на воду 9 (20) сентября 1716 года вошёл в состав Балтийского флота России. Строительство пинка вёл корабельный мастер, англичанин на русской службе,  Ричард Броун.
Принимал участие в Северной войне. В кампанию 1717 года выходил в крейсерское плавание в Балтийское море составе отряда под командованием капитана 1-го ранга Яна ван Гофта, состоявшего помимо пинка ещё из двух линейных кораблей. 31 июля (11 августа) в районе Аландских островов принимал участие в захвате шведской шнявы «Полукс», а в сентябре использовался для сопровождения ластовых судов из Ревеля в Пернов. В следующем 1718 году в составе эскадры под командованием капитан-командора Яна ван Гофта находился в крейсерском плавании между Готландом, Эзелем и курляндскими берегами. Был направлен в район Данциг — Кёнигсберг — Любек — Пиллау на поиски фрегата «Лансдоу», однако командир пинка капитан-поручик Самойло Армитаж самовольно направил его в Пиллау, где конфисковал торговые суда, принудив их спустить вымпелы под стенами этой прусской крепости. Вскоре было получено предписание об освобождении торговых судов и следовании на соединение с эскадрой, находившейся в то время у Готланда. По возвращении пинка в Ревель, его командир был арестован «за учинённые его продерзости» и под арестом направлен в Санкт-Петербург.
В кампанию 1719 года с 30 апреля (11 мая) до  30 мая (10 июня) вновь находился в составе отряда капитан-командора Яна ван Гофта, выходившего из Ревеля в крейсерское плавание к шведским берегам. Во время крейсерства кораблями отряда было захвачено по сведениям из различных источников от 4 до 5 призовых неприятельских судов, а 23 мая (3 июня) и 24 мая (4 июня) высажены диверсионные десанты на острове Эланд. С 13 (24) июня находился в крейсерском плавании между мысом Гель и Пиллау, а в сентябре ушёл в Данциг на ремонт грот-мачты.
После ремонта пинк вошёл в состав отряда под командованием капитана 3-го ранга Франца Вильбоа, который находился в крейсерском плавании у Данцига. 12 (23) января 1720 года кораблями отряда были захвачены два шведских судна, галиот и гукор, транспортировавшие в Стокгольм русские мортиры и пушки, захваченные еще в битве при Нарве.
С 1724 по 1726 год использовался в качестве пакетбота, при этом в 1724 году ходил с пассажирами из Ревеля и Кронштадта в Любек, в 1725 году — из Кронштадта в Любек и Гётеборг, а в 1726 году — вновь из Кронштадта в Любек, в том числе в Травемюнде.
Пинк «Принц Александр» был разобран после 1727 года.

## Командиры корабля
Командирами пинка «Принц Александр» в разное время служили:
- капитан 4-го ранга, а затем капитан 3-го ранга Я. Шапизо (1716—1717 годы)[комм. 4][12];
- капитан-поручик Д. Деляп (до августа 1718 года)[комм. 5][13];
- капитан-поручик С. Армитаж (с августа 1718 года)[комм. 6][14];
- капитан-поручик граф А. П. Апраксин (1719—1720 годы)[15];
- лейтенант П. Сомов (до сентября 1724 года)[16];
- унтер-лейтенант Л. Милославский (с сентября 1724 года)[17];
- унтер-лейтенант В. Спиридов (1725 год)[18];
- унтер-лейтенант И. Чириков (1726 год)[19].

### Комментарии
1. ↑  82 фута 6 дюймов.
2. ↑  22 фута 3 дюйма.
3. ↑  8 футов 7 дюймов.
4. ↑  Гановерец на российской службе, оригинал фамилии Shappuzeay.
5. ↑  Оригинал имени John Delapp.
6. ↑  Оригинал имени Sam Armitage.